# USS Eagle (1812)
USS Eagle – slup amerykański, drugi okręt noszący tę nazwę. Był statkiem handlowym zakupionym w Vergennes w stanie Vermont do służby na jeziorze Champlain w 1812 i przygotowany do służby. Pływał po jeziorze pod dowództwem Sailing Mastera J. Loomisa jako część eskadry blokadowej komodora Thomasa Macdonougha. Jego zadaniem było utrudnianie Brytyjczykom pochodu na południe z Kanady. "Eagle" został przechwycony przez Brytyjczyków 3 czerwca 1813 w pobliżu Ile aux Noix po kanadyjskiej stronie jeziora i wcielony do Royal Navy jako "Finch".
W czasie służby jako okręt brytyjski towarzyszył ekspedycji, która spaliła arsenał i magazyny w Plattsburgu. Został ponownie przejęty przez Amerykanów w czasie bitwy na jeziorze Champlain 11 września 1814 i ponownie wcielony do US Navy. Po wojnie został sprzedany w lipcu 1815 w Whitehall (Nowy Jork).